# 殺蟲劑
殺蟲劑是一種施用對象為昆蟲的農藥，經常用於農業、醫藥、工業及居家環境。殺蟲劑可針對處於所有發展階段的昆蟲，包括殺卵劑和殺幼蟲劑。

## 歷史
在西元前2500年之前，人類就開始使用農藥來預防農作物的損害。早期的農藥應用是大約四千五百年前在苏美尔噴灑的元素硫。在15世紀，諸如砷，汞，鉛等的有毒化學物質就被用在農作物上以殺死害蟲。在17世紀，有尼古丁和硫酸鹽從煙草中提煉出來作為殺蟲劑使用。19世紀引進了兩種更天然的農藥，除蟲菊（pyrethrum）和魚藤酮（reoenone）。
殺蟲劑的使用被認為是二十世紀農業生產力上升的主要因素之一。在二十世紀，農業的迅速發展，殺蟲劑令農業產量大升。但是，幾乎所有殺蟲劑都會嚴重地改變生態系統，大部分對人體有害，其他的會被集中在食物鏈中。

## 農業用殺蟲劑的分類
殺蟲劑種類繁多，有多種不同的分類方式：
- 依使用方式分類：
  - 系統性：與植物結合。昆蟲在吃掉植物時會吸收殺蟲劑。
  - 接觸性：昆蟲與植物直接接觸時會吸收殺蟲劑。經常與煙霧劑共用[2]。
- 依來源分類：
  - 自然：自然農業殺蟲劑如尼古丁和紅花除蟲菊，是被植物自然製造出來的。
  - 無機：與金屬合成，包括砷酸鹽、銅和氟的合成（少用）和硫（常用）。
  - 有機：現時最具發展潛力的殺蟲劑。
- 依化學特性分類：
  - 有機氯殺蟲劑
  - 有機磷殺蟲劑
  - 氨基甲酸鹽類殺蟲劑
  - 礦物性殺蟲劑
- 依作用機制：作用機制（Mode of Action），是另一種為殺蟲劑分類的方法，可以藉由殺蟲劑作用機制瞭解藥劑於目標害蟲內之阻害作用點，亦可利用藥劑作用機制的不同訂定害物防治策略，避免單一藥劑連續使用造成害物耐藥性或抗藥性產生。

## 家用殺蟲劑的分類
- 迫醚死(PREMISE)
- 氯氰菊酯
- 聯苯菊酯

通常製成粉劑(俗稱白蟻粉)。防治白蟻必須使用帶有傳染性的慢性的白蟻粉,傳染的途徑就是白蟻本身兩大習性。

## 替代方案
除了使用化學殺蟲劑來避免昆蟲造成的農作物損害外，現在還有許多替代方案可以保護農民免受重大經濟損失。其中一些是：
1. 培育能夠抵抗害蟲侵襲或至少不易受害蟲侵襲的作物。[5]
2. 釋放捕食者、寄生蟲或病原體來控制害蟲族群，作為生物防治的一種形式。[6]
3. 化學控制，例如向田地中釋放信息素，使昆蟲無法找到配偶並繁殖。[7]
4. 綜合蟲害管理：結合使用多種技術以達到最佳效果。[8]
5. 推拉技術：間作一種可以驅趕害蟲的「推」作物，並在邊界種植一種可以吸引和誘捕害蟲的「拉」作物。[9]

## 外部連結
- InsectBuzz.com 的存檔，存档日期2010-12-11. - Daily updated news on insects and their relatives, including information on insecticides and their alternatives
- International Pesticide Application Research Centre (IPARC) （页面存档备份，存于）
- Pestworld.org （页面存档备份，存于） – Official site of the National Pest Management Association
- Streaming online video about efforts to reduce insecticide use in rice in Bangladesh. on Windows Media Player, on RealPlayer
- How Insecticides Work 的存檔，存档日期2013-09-03. – Has a thorough explanation on how insecticides work.
- University of California Integrated pest management program （页面存档备份，存于）
- Using Insecticides, Michigan State University Extension
- Example of Insecticide application in the Tsubo-en Zen garden 的存檔，存档日期2012-06-02. (Japanese dry rock garden) in Lelystad, The Netherlands.
- . Insecticide Resistance Action Committee. 2021-03-01  [2021-04-02].